# Castellano (Villa Lagarina)
Castellano is een plaats (frazione) in de Italiaanse gemeente Villa Lagarina.
Is beroemd om zijn oude kasteel, Castello di Castellano. 